# 채상현
채상현(1993년 4월 14일 ~ )은 전 KBO 리그 넥센 히어로즈의 외야수이다.

## 넥센 히어로즈시절
2016년에 입단하였다. 2017년 5월 7일 SK 와이번스와의 경기에서 대주자로 출전하며 1군 데뷔 첫 경기를 치렀다. 경기에서 1타수 무안타 1볼넷을 기록하였다. 2017년 5월 10일 NC 다이노스와의 경기에서 데뷔 첫 안타를 기록하였다.